# Jancsing (sör)
A pekingi Yanjing Sörgyár (magyar átírásban: Jancsing) egy sörgyártó vállalat, amelyet 1980-ban alapítottak Kínában, Pekingben.
A Jancsing Sört jelölték ki hivatalos népsörként az 1995. februári Országos Népcsarnokban tartott állami bankettekre.
A vállalat 57,1 millió hektoliter sört állított elő 2013-ban, ezzel a világ 8. legnagyobb sörfőzdéje, Kínában pedig a 3. legnagyobb.
A Jancsing a 2022-es téli olimpia hivatalos sörei közt.